# سيرجيو بينيا (مهندس)
سيرجيو بينيا (بالإنجليزية: Sergio Pena)‏ هو مهندس أمريكي، ولد في 13 فبراير 1993 في وينشستر في الولايات المتحدة.

## وصلات خارجية
- سيرجيو بينيا على موقع Racing-Reference.info (الإنجليزية)